# 35è Festival Internacional de Cinema de Canes
El 35è Festival Internacional de Cinema de Canes es va dur a terme del 14 al 26 de maig de 1982. La Palma d'Or fou atorgada conjuntament a Missing de Costa Gavras i a Yol de Şerif Gören i Yılmaz Güney.
El festival va obrir amb la pel·lícula de 1916 Intolerance, dirigida per D. W. Griffith i va tancar amb E.T. the Extra-Terrestrial, dirigida per Steven Spielberg.

## Jurat
Les següents persones foren nomenades per formar part del jurat en l'edició de 1982:
Pel·lícules
- Giorgio Strehler (Itàlia) President
- Jean-Jacques Annaud (França)
- Suso Cecchi d'Amico (Itàlia)
- Geraldine Chaplin (EUA)
- Gabriel García Márquez (Colòmbia)
- Florian Hopf (RFA)
- Sidney Lumet (EUA)
- Mrinal Sen (Índia)
- Claude Soule (França) (funcionari del CST)
- René Thévenet (França)

## Selecció oficial

### En competició – pel·lícules
Les següents pel·lícules competiren per la Palma d'Or:
- À toute allure de Robert Kramer
- Egymásra nézve de Károly Makk
- Britannia Hospital de Lindsay Anderson
- Cecilia d'Humberto Solás
- Tag der Idioten de Werner Schroeter
- Fitzcarraldo de Werner Herzog
- Hammett de Wim Wenders
- Identificazione di una donna de Michelangelo Antonioni
- A Ilha dos Amores de Paulo Rocha
- Invitation au voyage de Peter Del Monte
- Missing de Costa Gavras
- Moonlighting de Jerzy Skolimowski
- La Notte di San Lorenzo dels germans Taviani
- Passion de Jean-Luc Godard
- The Return of the Soldier d'Alan Bridges
- Vent de sable de Mohamed Lakhdar-Hamina
- Shoot the Moon d'Alan Parker
- Smithereens de Susan Seidelman
- Douce enquête sur la violence de Gérard Guérin
- La Nuit de Varennes d'Ettore Scola
- Ah Q zheng zhuan de Fan Cen
- Yol de Şerif Gören i Yılmaz Güney

### Un Certain Regard
Les següents pel·lícules foren seleccionades per competir a Un Certain Regard:
- Elia Kazan Outsider d'Annie Tresgot
- Elippathayam d'Adoor Gopalakrishnan
- Cinq et la peau de Pierre Rissient
- Forty Deuce de Paul Morrissey
- O lacrima de fata de Iosif Demian
- Das Tripas Coração d'Ana Carolina
- Lettre à Freddy Buache de Jean-Luc Godard
- Les petites guerres de Maroun Bagdadi
- Monkey Grip de Ken Cameron
- Roza de Hristoforos Hristofis
- Nasvidenje v naslednji vojni de Živojin Pavlović
- Kundskabens træ de Nils Malmros
- Finye de Souleymane Cissé
- Une villa aux environs de New York de Benoît Jacquot

### Pel·lícules fora de competició
Les següents pel·lícules foren seleccionades per ser projectades fora de competició:
- Bonjour Mr. Lewis de Robert Benayoun
- Jacques Brel de Frédéric Rossif
- Chronopolis de Piotr Kamler
- Creepshow de George A. Romero
- E.T. the Extra-Terrestrial de Steven Spielberg
- Intolerance de D. W. Griffith
- Le Mystère Picasso de Henri-Georges Clouzot
- Parsifal de Hans-Jürgen Syberberg
- Pink Floyd The Wall de Alan Parker

### Curtmetratges en competició
Els següents curtmetratges competien per Palma d'Or al millor curtmetratge:
- Bumerang de Zsuzsanna Zsáky
- The Cooler de Lol Creme i Kevin Godley
- Elsa de Marja Pensala
- Meow de Marcos Magalhães
- Merlin ou le cours de l'or d'Arthur Joffé
- Sans préavis de Michel Gauthier
- Szarnyaslenyek boltja de Laszlo Halmai
- Ted Baryluk's Grocery de John Paskievich, Mike Mirus

## Seccions paral·leles

### Setmana Internacional dels Crítics
Els següents llargmetratges van ser seleccionats per ser projectats per a la vint-i-unena Setmana de la Crítica (21e Semaine de la Critique):
- The Angel de Patrick Bokanowski (França)
- Czule miejsca de Piotr Andrejew (Polònic)
- Dhil al ardh (L'Ombre de la terre) de Taieb Louhichi (Tunísia/ França)
- Mourir à trente ans de Romain Goupil (França)
- Jom d'Ababacar Samb-Makharam (Senegal)
- Målaren de Güran Du Rees i Christina Olofson (Suècia)
- Parti sans laisser d'adresse de Jacqueline Veuve (Suïssa)

### Quinzena dels directors
Les següents pel·lícules foren exhibides en la Quinzena de Cineastes de 1982 (Quinzaine des Réalizateurs):
- Arais Min Kassab de Jillali Ferhati
- At d'Ali Ozgentürk
- Batch 81 de Mike De Leon
- Bolívar, Sinfonía Tropical de Diego Risquez
- Daimler-Benz Limousine (Limuzyna Daimler-Benz) de Filip Bajon
- Dakhal de Goutam Ghose
- Falensterul de Savel Stiopul
- La Familia Orozco de Jorge Reyes
- Les fleurs sauvages de Jean Pierre Lefebvre
- Heatwave de Phillip Noyce
- India, A Filha do Sol de Fabio Barreto
- Kaliyugaya de Lester James Peries
- Kisapmata de Mike De Leon
- Les Papiers d'Aspern d'Eduardo de Gregorio
- The Scarecrow de Sam Pillsbury
- Sekka Tomurai Zashi de Yōichi Takabayashi
- The Story Of Woo Viet d'Ann Hui
- Megáll az idő de Peter Gothar
- Too Far to Go de Fielder Cook
- La vela incantata de Gianfranco Mingozzi

Curtmetratges
- Bogus de Ghislain Honoré, Jacques Lizzi
- Carry On Britannia de Stuart Rumens
- Coeurs Marins de Carlos Pedro de Andrade Jr
- Faces de (director not stated)
- Gratia Plena de (director not stated)
- Sopa de Pollo de Mamá de Carlos Castillo

## Premis

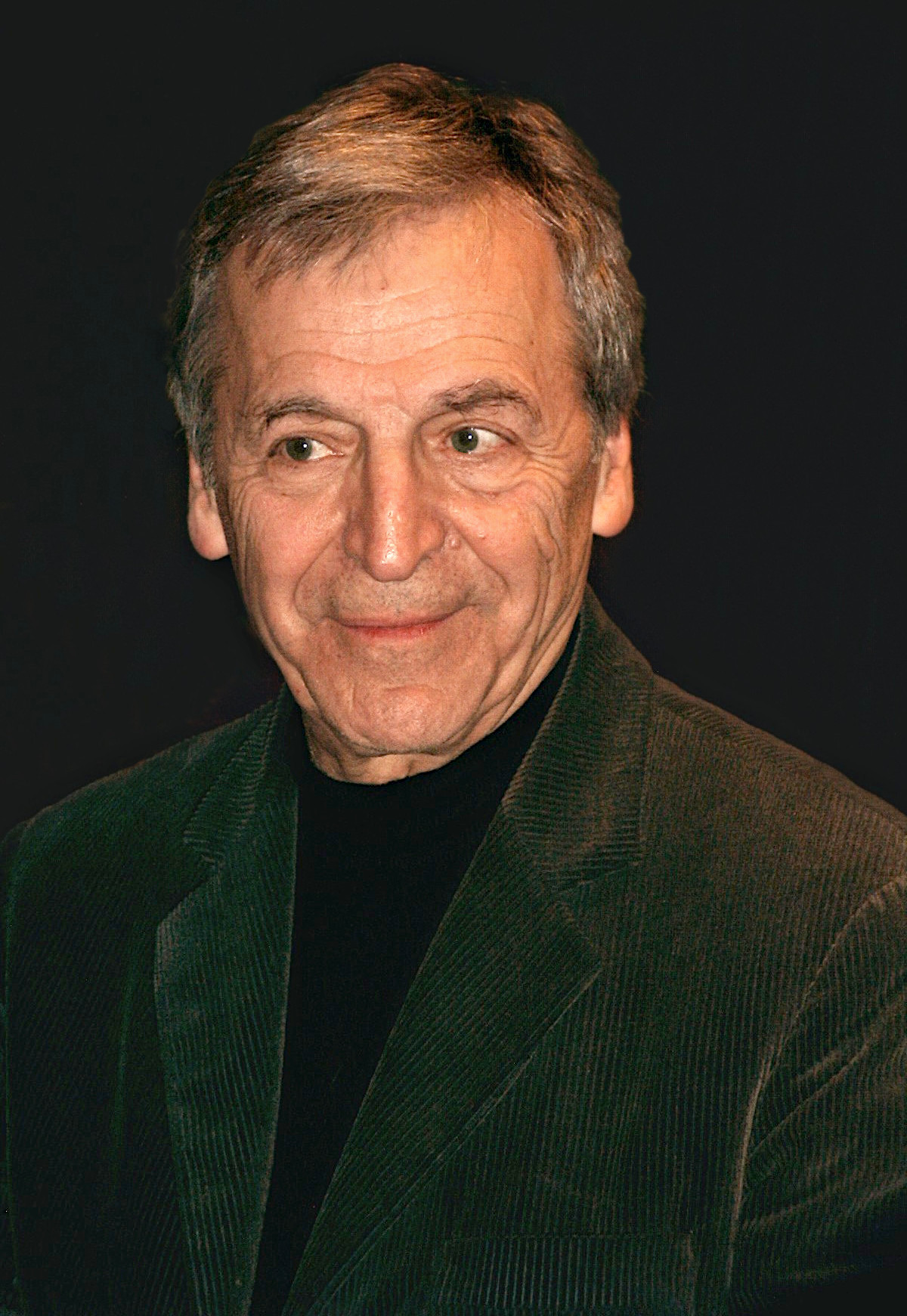
Costa Gavras, co-guanyador de la Palma d'Or

### Premis oficials
Els guardonats en les seccions oficials de 1982 foren:
- Palma d'Or:
  - Missing de Costa Gavras
  - Yol de Şerif Gören i Yılmaz Güney
- Grand Prix: La Notte di San Lorenzo dels germans Taviani
- Millor director: Werner Herzog per Fitzcarraldo
- Millor guió: Jerzy Skolimowski per Moonlighting
- Millor actriu: Jadwiga Jankowska-Cieślak per Egymásra nézve
- Millor actor: Jack Lemmon per Missing
- Millor contribució artística: Bruno Nuytten per Invitation au voyage
- Premi 35è Aniversari: Identificazione di una donna de Michelangelo Antonioni

Càmera d'Or
- Caméra d'Or: Mourir à trente ans de Romain Goupil

Curtmetratges
- Palma d'Or al millor curtmetratge: Merlin ou le cours de l'or by Arthur Joffé
- Premi del Jurat: Meow de Marcos Magalhães

### Premis independents
Premis FIPRESCI
- Yol de Şerif Gören i Yılmaz Güney (Unànimement)
- Egymásra nézve de Károly Makk (premi especial)
- Les fleurs sauvages de Jean Pierre Lefebvre (Quinzena dels Realitzadors)

Commission Supérieure Technique
- Gran Premi Tècnic: Raoul Coutard per Passion

Jurat Ecumènic
- Premi del Jurat Ecumènic: La Notte di San Lorenzo dels germans Taviani
- Jurat Ecumènic - Menció Especial: Dhil al ardh de Taieb Louhichi i Yol de Şerif Gören i Yılmaz Güney[15]

Premi de la Joventut
- Pel·lícula estrangera: Time Stands Still de Péter Gothár
- Pel·lícula francesa: Mourir à trente ans de Romain Goupil

Altres premis
- Premi Honorari: "Hommage à Satyajit Ray"[16]